# Carla Couto
Carla Sofia Basilio Couto (Lisbona, 12 aprile 1974) è un'ex calciatrice portoghese, di ruolo attaccante.

## Carriera

### Club
Nata a Lisbona nel 1974, ha iniziato la sua carriera agonistica a 16 anni, nel 1990, con lo Sporting Lisbona, dove è rimasta fino al 1992.
Dopo una stagione al Trajouce, nel 1993 è passata al 1º Dezembro, dove è restata fino al 1997.
È tornata per la seconda volta al 1º Dezembro nel 1998, dopo un anno al CF Benfica, e ha vinto i campionati 2000 e 2002, esordendo anche in Women's Cup il 25 settembre 2002 contro le austriache dell'Innsbrucker.
Nel 2002, a 28 anni, ha fatto una breve esperienza all'estero, in Cina, con il Guangdong Haiyin, per poi tornare per la terza volta al 1º Dezembro, dove in 9 anni ha vinto 9 titoli portoghesi consecutivi, dal 2003 al 2011, portando a 11 il suo palmarès personale, e 6 Coppe di Portogallo, nel periodo 2004-2011, ad eccezione delle edizioni 2005 e 2009.
A 37 anni, nel 2011, si è trasferita per la seconda volta all'estero, in Italia, alla Lazio CF. Ha esordito in maglia biancoceleste in Serie A l'8 ottobre, alla prima di campionato, vinta per 1-0 sul campo del Firenze, sfida nella quale è partita titolare. Ha segnato la sua prima rete il 12 novembre, alla sesta di Serie A, decidendo al 58' la sfida interna contro il Como 2000. In una stagione di permanenza a Roma ha ottenuto 26 presenze, segnando 4 reti, terminando all'11º posto in classifica e retrocedendo in Serie A2 dopo il play-out perso contro il Venezia 1984 (le laziali vennero in seguito riammesse alla massima serie in seguito alla mancata iscrizione proprio della squadra veneziana).
Nell'estate 2012 è ritornata in Portogallo, al Valadares Gaia, chiudendo la carriera a 40 anni, nel 2014.

### Nazionale
Ha esordito con la nazionale maggiore a 19 anni, l'11 novembre 1993, nella sconfitta in casa a Faro per 0-3 contro la Svezia, gara nella quale ha giocato titolare, venendo sostituita al 59'.
La prima rete è arrivata il 20 marzo 1994, nella gara della prima edizione di Algarve Cup contro la Finlandia a Loulé, quando ha realizzato l'1-0 al 55' in una gara vinta per 2-0.
Il 18 giugno 2006 ha toccato quota 100 presenze in nazionale nella sconfitta per 3-0 in trasferta a Reykjavík contro l'Islanda nelle qualificazioni al Mondiale 2007 in Cina.
Ha chiuso con il Portogallo il 5 aprile 2012, una settimana prima del suo 38º compleanno, disputando i primi 69 minuti della gara persa per 1-0 in trasferta a Wiener Neustadt contro l'Austria, sfida valida per le qualificazioni all'Europeo 2013 in Svezia.
Ha terminato con 145 presenze e 29 reti in maglia rossoverde, che fanno di lei la più presente di sempre nella nazionale portoghese femminile, seconda solo a Cristiano Ronaldo se si considera anche la selezione maschile.

## Statistiche

### Presenze e reti nei club
Statistiche aggiornate al 26 maggio 2012.
| Stagione        | Squadra         | Campionato      | Campionato | Campionato | Coppe nazionali | Coppe nazionali | Coppe nazionali | Coppe continentali | Coppe continentali | Coppe continentali | Altre coppe | Altre coppe | Altre coppe | Totale | Totale |
| Stagione        | Squadra         | Comp            | Pres       | Reti       | Comp            | Pres            | Reti            | Comp               | Pres               | Reti               | Comp        | Pres        | Reti        | Pres   | Reti   |
| --------------- | --------------- | --------------- | ---------- | ---------- | --------------- | --------------- | --------------- | ------------------ | ------------------ | ------------------ | ----------- | ----------- | ----------- | ------ | ------ |
| 2011-2012       | Lazio CF        | A               | 25+1       | 4+0        | CI              | ?               | ?               | -                  | -                  | -                  | -           | -           | -           | 26     | 4      |
| Totale carriera | Totale carriera | Totale carriera | 26         | 4          | -               | ?               | ?               | -                  | -                  | -                  | -           | -           | -           | 26     | 4      |

## Palmarès

### Club

#### Competizioni nazionali
- Campeonato Nacional de Futebol Feminino: 11

1º Dezembro: 1999-2000, 2001-2002, 2002-2003, 2003-2004, 2004-2005, 2005-2006, 2006-2007, 2007-2008, 2008-2009, 2009-2010, 2010-2011
- Taça de Portugal de Futebol Feminino: 6

1º Dezembro: 2003-2004, 2005-2006, 2006-2007, 2007-2008, 2009-2010, 2010-2011